# Llansadwrn
Llansadwrn je vesnice v hrabství Carmarthenshire ve Walesu. Leží přibližně v polovině cesty mezi vesnicemi Llanymddyfri a Llandeilo, nedaleko od hlavní silnice A40. Podle legendy vesnici založil křesťanský vůdce Sadwrn. Podle sčítání obyvatel z roku 2011 zde žilo 517 lidí.